# Rumex larinii
Rumex larinii är en slideväxtart som beskrevs av A.E. Borodina. Rumex larinii ingår i släktet skräppor, och familjen slideväxter. Inga underarter finns listade i Catalogue of Life.